# Fritz Saxl

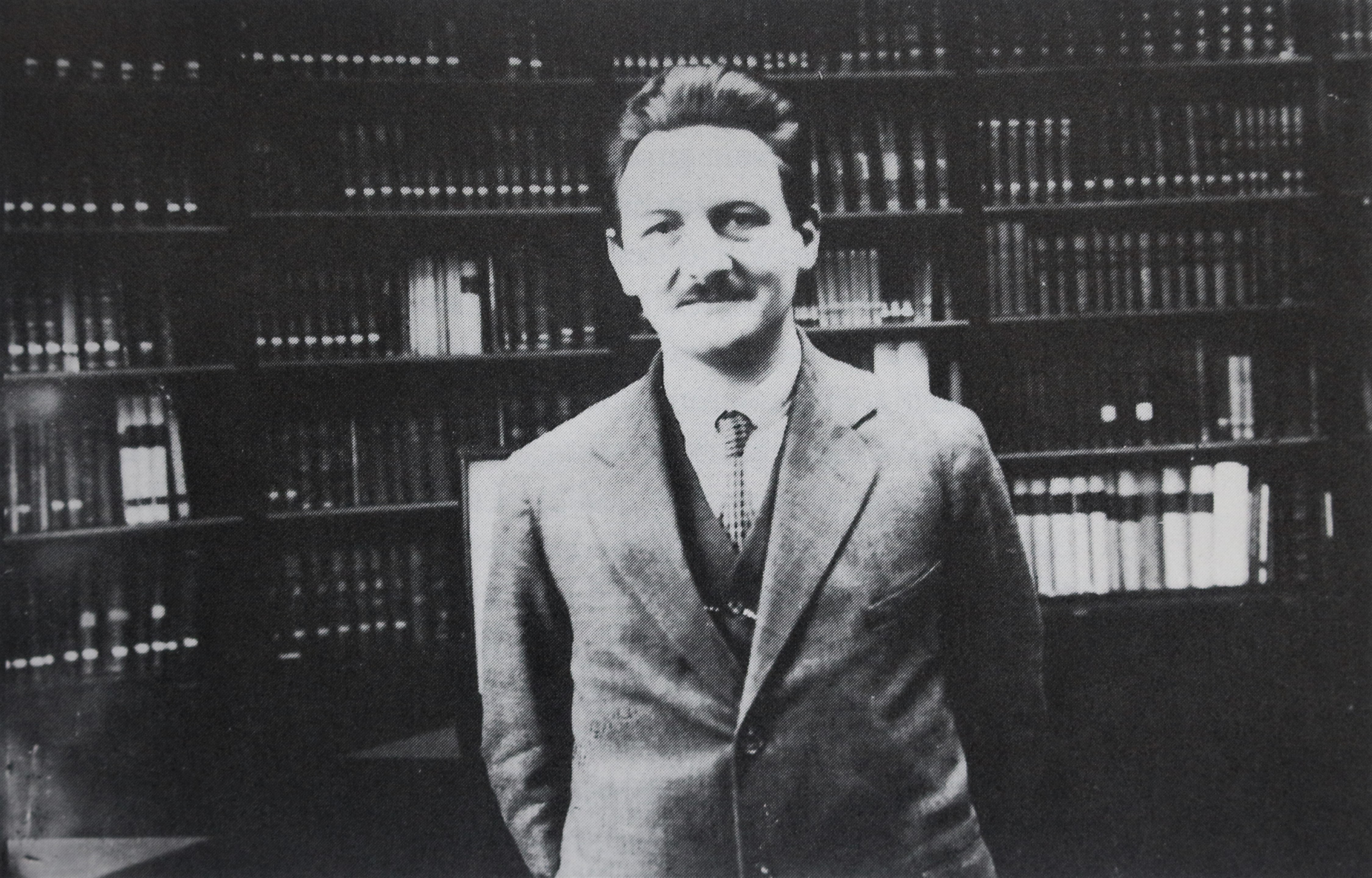
Fritz Saxl in der Kunsthistorischen Bibliothek Warburg, Hamburg, ca. 1924

Friedrich „Fritz“ Saxl (geboren am 8. Januar 1890 in Wien, Österreich-Ungarn; gestorben am 22. März 1948 in Dulwich, England) war ein österreichischer Kunsthistoriker.
Saxl bemühte sich erfolgreich darum, Aby Warburgs Kulturwissenschaftliche Bibliothek nach der Machtergreifung durch die Nationalsozialisten von Deutschland nach England zu schaffen. Außerdem galt er als derjenige Mitarbeiter Warburgs, der dessen Theorien am reinsten verfolgte.

## Leben
Als Sohn des Hof- und Gerichtsadvokaten Ignaz Saxl geboren, wuchs Fritz Saxl in einer gutgestellten jüdischstämmigen Familie auf. Während die Großeltern noch jüdischen Glaubens waren, konvertierte der Vater, ohne jedoch seine Wurzeln zu verleugnen. Friedrich Saxl konvertierte 1908 zum römisch-katholischen Glauben.
Saxl studierte Archäologie und Geschichte in Wien, Berlin und Rom. Dabei zählte er in Wien zu dem engen Schülerkreis von Franz Wickhoff, Julius von Schlosser und Max Dvořák. In Berlin studierte er hauptsächlich bei Heinrich Wölfflin. Bereits im Alter von 22 Jahren legte er seine Dissertation zu Rembrandt bei seinem Doktorvater Dvořák vor. Kurz zuvor hatte er Aby Warburg privat kennengelernt, zu dessen Schülern er fortan zählte. 1912/13 absolvierte er ein akademisches Jahr in Rom, wo er speziell mittelalterliche Texte zur Mythologie und zur Astrologie analysierte. Dieser Aufenthalt wurde Saxl durch ein Stipendium des Instituts für österreichische Geschichtsforschung zu Rom ermöglicht.
Im Jahr 1913 heiratete er Elise Bienenfeld und zog nach Hamburg, wo er als Forschungsassistent von Aby Warburg die Arbeit in dessen Kulturwissenschaftlicher Bibliothek aufnahm. Dort befreundete er sich mit Percy Ernst Schramm, dem Schüler von Aby Warburg. In der Folge übernahm er Thesen Warburgs, der in der Kunstgeschichte ein Fortleben antiker mythologischer und künstlerischer Themen und Bildformeln erkannte, und wandte sich von seinem ursprünglichen Interessengebiet, der Kunst des Barock, ab. Im Ersten Weltkrieg wurde er als Soldat eingezogen und diente als Offizier in der Armee Österreich-Ungarns, wo er ab 1915 als Leutnant in Italien eingesetzt wurde und in den beiden letzten Kriegsjahren als Ausbilder und Lehrer. Danach organisierte er in Wien Ausstellungen im Rahmen der Volksbildung.
1919 kehrte Saxl zu Warburg zurück, der mittlerweile ernsthaft erkrankt war und bis 1924 in eine geschlossene Anstalt eingewiesen worden war, sodass Saxl mit seiner Kollegin Gertrud Bing die Leitung und Organisation der Bibliothek, die etwa 20 000 Bände umfasste, übernahm. In den 1920er Jahren arbeitete er zunächst als Privatdozent und bis 1933 als außerordentlicher Professor an der Universität Hamburg.
Saxl hatte die Weitsicht, die Machtergreifung der Nationalsozialisten als Bedrohung des akademischen Deutschlands zu begreifen, um Kontakte zum Mäzen Samuel Courtauld in England zu knüpfen, damit die Bibliothek Warburgs erhalten werden konnte. Auch ihm selbst gelang 1933 die Ausreise nach England. Seit 1940 besaß er die britische Staatsbürgerschaft. Seit dem Jahr 1944 ist die Bibliothek offizieller Teil der Universitätsbibliothek von London (Warburg Institute); sie wurde dem Courtauld Institute of Art der Universität London eingegliedert und ist dort heute noch benutzbar. 1944 wurde er zum Mitglied (Fellow) der British Academy gewählt.
Im Jahr 1946 gründete Saxl gemeinsam mit dem Kunsthistoriker Richard Krautheimer und dem Archäologen Karl Lehmann den Census of Antique Works of Art and Architecture Known in the Renaissance.
Saxls Bemühungen galten in erster Linie der Warburg-Bibliothek und der Pflege von Warburgs Andenken.

## Veröffentlichungen (Auswahl)
- als Hrsg.: Vorträge der Bibliothek Warburg. 9 Bände. Leipzig/Berlin 1921–1931.
- als Hrsg.: Studien der Bibliothek Warburg. 21 Bände. 1922–1932.
- Verzeichnis astrologischer und mythologischer illustrierter Handschriften des lateinischen Mittelalters. Band 1: C. Winter, Heidelberg 1915, Band 2: ebenda 1927 (Band 3–4 hrsg. von Hans Meier, Harry Bober und Patrick McGurk).
- mit Raymond Klibansky und Erwin Panofsky: Saturn and Melancholy. Studies in the History of Natural Philosophy, Religion and Art. London 1964.
- A Heritage of Images: A Selection of Lectures by Fritz Saxl. Introduction by E. H. Gombrich. 2 Bände. Penguin, Harmondsworth, Middlesex 1970.
- The History of Warburg’s Library. In: Ernst Gombrich: Aby Warburg. 2. Auflage.Phaidon Press, Oxford 1986, S. 325–338.
- Gebärde, Form, Ausdruck, vorgestellt von Pablo Schneider. diaphanes, Zürich/Berlin 2010, ISBN 978-3-03734-131-5.

### Postum
- mit Erwin Panofsky: Classical Mythology in Mediaeval Art. In: Metropolitan Museum Studies. Band 4, 1953, S. 228–280.
- English sculpture of the 12th century. 1954.
- Lectures. 1957.

### Briefe
- Ausreiten der Ecken. Die Aby Warburg – Fritz Saxl Korrespondenz 1910 bis 1919. Hrsg. von Dorothea McEwan. München 1998, ISBN 3-930802-79-1.
- Wanderstrassen der Kultur. Die Aby Warburg – Fritz Saxl Korrespondenz 1920 bis 1929. Hrsg. von Dorothea McEwan. München 2004, ISBN 3-935549-85-7.
- Brief von Helmut Kuhn an Fritz Saxl, 18. Juni 1937, Warburg Archive GC, London.